# First Time Live
Albums de George Jones
Ladies' Choice
(1984) By Request
(1984)
First Time Live est un album de l'artiste américain de musique country George Jones. Cet album est sorti le 13 octobre 1984 sur le label Epic Records. C'était le premier album live de Jones, et il ne sortirait pas de nouvel album live avant 1999.

## Historique
Cet album a été enregistré pendant le printemps 1984 mais n'est pas sorti avant octobre 1984. Sur cet album Jones parle de son single de l'époque, "She's My Rock", mais l'enregistrement sur cet album n'est pas celui qui passait à la radio. La version single de "She's My Rock" était celle de l'album Ladies' Choice.

## Liste des pistes
| No  | Titre                                                                   | Durée |
| --- | ----------------------------------------------------------------------- | ----- |
| 1.  | No Show Jones                                                           | 3:45  |
| 2.  | The Race Is On                                                          | 2:57  |
| 3.  | Fox on the Run                                                          | 2:06  |
| 4.  | Tennessee Whiskey                                                       | 3:02  |
| 5.  | I'm Not Ready Yet                                                       | 4:08  |
| 6.  | Who's Gonna Chop My Baby's Kindlin'                                     | 2:59  |
| 7.  | Medley: I'll Share My World With You/The Window Up Above/The Grand Tour | 6:03  |
| 8.  | You Better Treat Your Man Right                                         | 3:51  |
| 9.  | He Stopped Loving Her Today                                             | 4:34  |
| 10. | She's My Rock                                                           | 3:01  |

## Positions dans les charts

### Album
| Chart (1984)                      | Positions |
| --------------------------------- | --------- |
| U.S. Billboard Top Country Albums | 45        |

### Singles
Aucun single n'a été tiré de cet album.